# Eugenia rottleriana
Eugenia rottleriana är en myrtenväxtart som beskrevs av Robert Wight och George Arnott Walker Arnott. Eugenia rottleriana ingår i släktet Eugenia och familjen myrtenväxter. IUCN kategoriserar arten globalt som sårbar. Inga underarter finns listade i Catalogue of Life.